# Джетим-Дебе
Джетим-Дебе (кирг. Жетим-Дөбө) — село в Кара-Кульджинском районе Ошской области Кыргызстана. Входит в состав Карагузского айылного аймака.

## География
Село расположено в северо-восточной части области, на берегах реки Кара-Туз (левый приток реки Тар), на расстоянии приблизительно 8 километров (по прямой) к юго-западу от села Кара-Кульджа, административного центра района. Абсолютная высота — 1439 метров над уровнем моря.

## Население
Согласно оценочным данным Национального статистического комитета Кыргызской Республики, численность населения села на начало 2023 года составляла 1404 человека.
| год     | 2009 | 2014 | 2015 | 2020 | 2021 | 2023 |
| ------- | ---- | ---- | ---- | ---- | ---- | ---- |
| человек | 1435 | 1415 | 1423 | 1431 | 1450 | 1404 |